# صباح عبدالجلیل
صباح عبدالجلیل (عربی: صباح عبد الجليل؛ ۱ ژوئیهٔ ۱۹۵۱ – ۲۸ فوریهٔ ۲۰۲۱) بازیکن و مربی فوتبال اهل عراق بود.
از باشگاه‌هایی که در آن بازی کرده‌است می‌توان به باشگاه فوتبال نیروی هوایی، باشگاه فوتبال النفط، و باشگاه ورزشی الزورا اشاره کرد.
وی همچنین در تیم ملی فوتبال عراق بازی کرده‌است.